# Front Royal
Front Royal és una població dels Estats Units a l'estat de Virgínia. Segons el cens del 2000 tenia 13.589 habitants.

## Demografia
Segons el cens del 2000, Front Royal tenia 13.589 habitants, 5.425 habitatges, i 3.585 famílies. La densitat de població era de 565,4 habitants per km².
Dels 5.425 habitatges en un 32,2% hi vivien nens de menys de 18 anys, en un 46,8% hi vivien parelles casades, en un 14,1% dones solteres, i en un 33,9% no eren unitats familiars. En el 28,9% dels habitatges hi vivien persones soles el 12,5% de les quals corresponia a persones de 65 anys o més que vivien soles. El nombre mitjà de persones vivint en cada habitatge era de 2,46 i el nombre mitjà de persones que vivien en cada família era de 3,01.
Per edats la població es repartia de la següent manera: un 25,7% tenia menys de 18 anys, un 8,2% entre 18 i 24, un 28,7% entre 25 i 44, un 22,8% de 45 a 60 i un 14,6% 65 anys o més.
L'edat mediana era de 37 anys. Per cada 100 dones de 18 o més anys hi havia 86 homes.
La renda mediana per habitatge era de 34.786 $ i la renda mediana per família de 42.675 $. Els homes tenien una renda mediana de 32.373 $ mentre que les dones 24.182 $. La renda per capita de la població era de 17.901 $. Entorn del 9,1% de les famílies i el 14,8% de la població estaven per davall del llindar de pobresa.

## Poblacions més properes
El següent diagrama mostra les poblacions més properes.